# Gerhard Kauffmann
Gerhard Kauffmann (* 29. Juni 1887 in Berlin-Mariendorf; † 16. Juni 1969 in Berlin) war ein deutscher Offizier, zuletzt Generalleutnant im Zweiten Weltkrieg.

## Leben
Kauffmanns Mutter Anna Hepp war die uneheliche Tochter von Hermann von Pückler-Muskau.
Er trat im August 1908 in das Infanterie-Regiment 68 ein, wurde hier am 27. Januar 1910 zum Leutnant befördert und diente im Ersten Weltkrieg u. a. als Ordonnanzoffizier und Adjutant.
Nach Ende des Krieges wurde er in die Reichswehr übernommen. Dort war er Kommandeur in verschiedenen Infanterie-Regimentern. Ende 1928 wechselte in das Heerespersonalamt und wurde dort Gruppenleiter. Am 12. Oktober 1935 wurde er Kommandeur des Infanterie-Regiments 59 und anschließend ab 6. Oktober 1936 in gleicher Position des Infanterie-Regiments 73.
Mitte 1937 wurde er zum Chef der Amtsgruppe Ersatz und Heerwesen (AG E/H) im OKH ernannt. Anschließend wurde er von Mitte Januar 1940 bis Januar 1942 Kommandeur der 256. Infanterie-Division. Im April 1941 war er in der Position zum Generalleutnant befördert worden. Am 9. Juli 1941 wurde er mit dem Ritterkreuz des Eisernen Kreuzes ausgezeichnet. Die Division rückte mit dem Westfeldzug in die Niederlande und Belgien vor, war dann von Juli 1940 bis Februar 1941 Besatzungstruppenteil in der Bretagne, bevor die Versendung der Division nach Polen erfolgte. Im Krieg gegen die Sowjetunion nahm er mit der Division u. a. im Dezember 1941 an Kämpfen um Moskau teil und war einen Monat später kurz bevor er das Kommando abgeben musste in der Schlacht von Rschew eingebunden.
Kauffmann wurde anschließend in die Führerreserve versetzt und am 30. September 1943 aus der Wehrmacht entlassen.

## Werk
- Der Offizier des Reichsheeres und sein Nachwuchs, Wissen und Wehr 12, 1931, S. 24–31.